# Casa Thompson
La Casa Thompson es una estructura victoriana ubicada en 4756 Cass Avenue en Midtown Detroit, Míchigan. Se encuentra en el Distrito Histórico Warren-Prentis y fue construida en 1884, designado Sitio Histórico del Estado de Míchigan en 1974 e incluida en el Registro Nacional de Lugares Históricos en 1976.

## Historia
David Thompson, un rico hombre de negocios de Detroit, murió a principios de la década de 1870, dejando su patrimonio a su esposa Mary con instrucciones de establecer una institución de caridad. En 1874, Mary Thompson asignó 10.000 dólares para construir un hogar para mujeres mayores. Sin embargo, la construcción comenzó casi diez años después, cuando se compró el terreno y Mary le encargó el diseño a George D. Mason de Mason & Rice.
Mason diseñó una casa de cuatro pisos que mide 18 por 27 metros con habitaciones privadas para cuarenta mujeres. Durante varios años fue una prestigiosa casa de retiro para viudas adineradas. Los soláriums se agregaron a la estructura original en 1914, las habitaciones para el personal se agregaron en la década de 1950 y se construyó una enfermería de cinco camas en 1964.
En las décadas de 1960 y 1970, sin embargo, el número de residentes disminuyó y en 1977 la casa cerró. La Universidad Estatal Wayne compró el edificio y lo remodeló, y entre 1980 y 2015 funcionó allí su Escuela de Trabajo Social. Tras una extensa renovación, en otoño de 2017 fue reinugurado como residencia estudiantil de la Facultad de Bellas Artes, Escénicas y de la Comunicación.

## Arquitectura
La casa de cuatro pisos es de estilo Victoriano, específicamente Reina Ana. La fachada frontal está dominada por una torre de casi 25 metros, a cada lado de la cual sobresale un ventanal. Las ventanas son simétricas en el frente y una gran piedra con el nombre del edificio se encuentra entre el segundo y tercer piso. Mampostería artística y pistas de banda pintadas terminan el exterior.